# Christian Steinbach (Politiker, 1921)
Christian Steinbach (* 25. Juni 1921 in Olbersdorf, Oberlausitz; † 2. Juni 1999) war ein deutscher Politiker (SPD) und Mitglied des Niedersächsischen Landtages.

## Leben
Nach dem Erwerb der Mittleren Reife im Jahr 1937 leistete Christian Steinbach zunächst ab 1938 Reichsarbeitsdienst. Danach war er bei der Wehrmacht und geriet schließlich fünf Jahre in Kriegsgefangenschaft in Nordafrika. Er kam 1948 wieder frei und absolvierte eine Ausbildung in der Landwirtschaft mit Besuch einer Landwirtschaftsschule bis 1950. Danach arbeitete er eigenverantwortlich als Landwirt auf einem 20 Hektar großen Betrieb in Düshorn. 
In die SPD trat er im April 1958 ein. Er wurde im Jahr 1960 zunächst Mitglied des Soltau-Fallingbosteler Unterbezirksvorstandes, im Jahr 1968 übernahm er dessen Vorsitz. Er engagierte sich auf Bezirksebene in der hannoverschen SPD als Mitglied des Agrarpolitischen Ausschusses (ab 1959), trat dem Niedersächsischen Landvolk bei und übernahm den Verwaltungsratsvorsitz in der Fallingbosteler Kreissparkasse. 
In Düshorn wurde er im Jahr 1956 in den Rat gewählt und amtierte dort in den Jahren 1968 bis 1974 als Bürgermeister, anschließend wurde er Ratsmitglied der Stadt Walsrode. Im Kreistag Fallingbostel war er seit 1961 Mitglied.
Zudem wirkte er als Landrat in den Jahren 1968 bis 1972 und als stellvertretender Landrat in den Jahren 1964 bis 1968 und ab 1972.
Steinbach war in der 6. und 7. Wahlperiode Mitglied des Niedersächsischen Landtages (6. Juni 1967 bis 20. Juni 1974) und in der 8. und 9. Wahlperiode (28. November 1975 bis 20. Juni 1982).
Er war verheiratet und hat zwei Kinder.